# Popis hrvatskih veleposlanika u Portugalu
Republika Hrvatska i Portugalska Republika održavaju diplomatske odnose od 3. veljače 1992. Sjedište veleposlanstva je u Lisabonu.

## Veleposlanici
Veleposlanstvo Republike Hrvatske u Portugalskoj Republici osnovano je odlukom predsjednika Republike od 22. veljače 1993.
| Veleposlanik     | Postavljenje       | Opoziv             | Sjedište |
| ---------------- | ------------------ | ------------------ | -------- |
| Marko Žaja       | 6. listopada 1993. | 1. rujna 1998.     | Lisabon  |
| Darko Bekić      | 16. rujna 1998.    | 15. prosinca 2002. | Lisabon  |
| Želimir Brala    | 10. srpnja 2003.   | 30. lipnja 2007.   | Lisabon  |
| Željko Vukosav   | 20. srpnja 2007.   | 31. prosinca 2012. | Lisabon  |
| Branko Baričević | 1. ožujka 2013.    | 30. lipnja 2013.   | Lisabon  |
| Ivica Maričić    | 1. veljače 2014.   |                    | Lisabon  |

## Vanjske poveznice
- Portugal na stranici MVEP-a